# Glyptotendipes senilis
Glyptotendipes senilis är en tvåvingeart som först beskrevs av Oskar Augustus Johannsen 1937.  Glyptotendipes senilis ingår i släktet Glyptotendipes och familjen fjädermyggor. Inga underarter finns listade i Catalogue of Life.